# Liebe im Ring
Pour plus de détails, voir Fiche technique et Distribution.
Liebe im Ring (titre français : La Charmeuse du boxeur) est un film allemand réalisé par Reinhold Schünzel sorti en 1930.

## Synopsis
Max, le fils d'une marchande de fruits, est découvert par un manager de boxe lors d'un gala de variétés alors qu'il rend visite à sa petite amie Hilde et suit une formation de boxeur. Il peut gagner son premier grand combat contre le boxeur de couleur redouté Ali. Cela suscite l'intérêt de la dame de salon Lilian. Elle sait comment le tirer complètement sous son charme. Sous son influence, il néglige ses fonctions et finalement Hilde. Mais quand elle peut lui prouver que Lilian reçoit également d'autres messieurs, il reprend ses esprits. Dans le grand combat pour le championnat d'Allemagne, auquel il participe, Max est nu quand il découvre Lilian avec son amant parmi le public. Son adversaire exploite habilement cette nudité. Le combat semble presque perdu lorsque Max se ressaisit et gagne. Hilde l'attend dans son vestiaire. En remportant le championnat d'Allemagne, il promet d'être fidèle à Hilde à l'avenir.

## Fiche technique
- Titre : Liebe im Ring
- Réalisation : Reinhold Schünzel
- Scénario : Max Glass, Fritz Rotter (de)
- Musique : Artur Guttmann, Will Meisel
- Direction artistique : Otto Erdmann, Hans Sohnle (de)
- Photographie : Nicolas Farkas
- Production : Max Glass
- Sociétés de production : Terra Film AG
- Société de distribution : Terra-Filmverleih
- Pays de production : Allemagne  République de Weimar
- Langue : allemand
- Format : Noir et blanc - 1,37:1 - Mono - 35 mm
- Genre : Drame
- Durée : 77 minutes
- Dates de sortie :
  - Allemagne : 17 mars 1930.
  - Portugal : 8 mai 1930.
  - Danemark : 2 août 1930.
  - Suède : 26 décembre 1930.
  - France : 19 mars 1932[1].

## Distribution
- Max Schmeling : Max
- Renate Müller :  Hilde, la fille du poissonnier
- Frida Richard : La mère de Max
- Rudolf Biebrach : Le père de Hilde
- Olga Tschechowa :  Lilian, salonnière
- Kurt Gerron :  Le manager de boxe
- Max Machon : Le premier entraîneur
- Hugo Fischer-Köppe:  Le deuxième entraîneur
- Julius Falkenstein : Un bon vivant